# 大塞爾唐韋雷達斯國家公園
15°06′25″S 45°46′34″W / 15.107°S 45.776°W

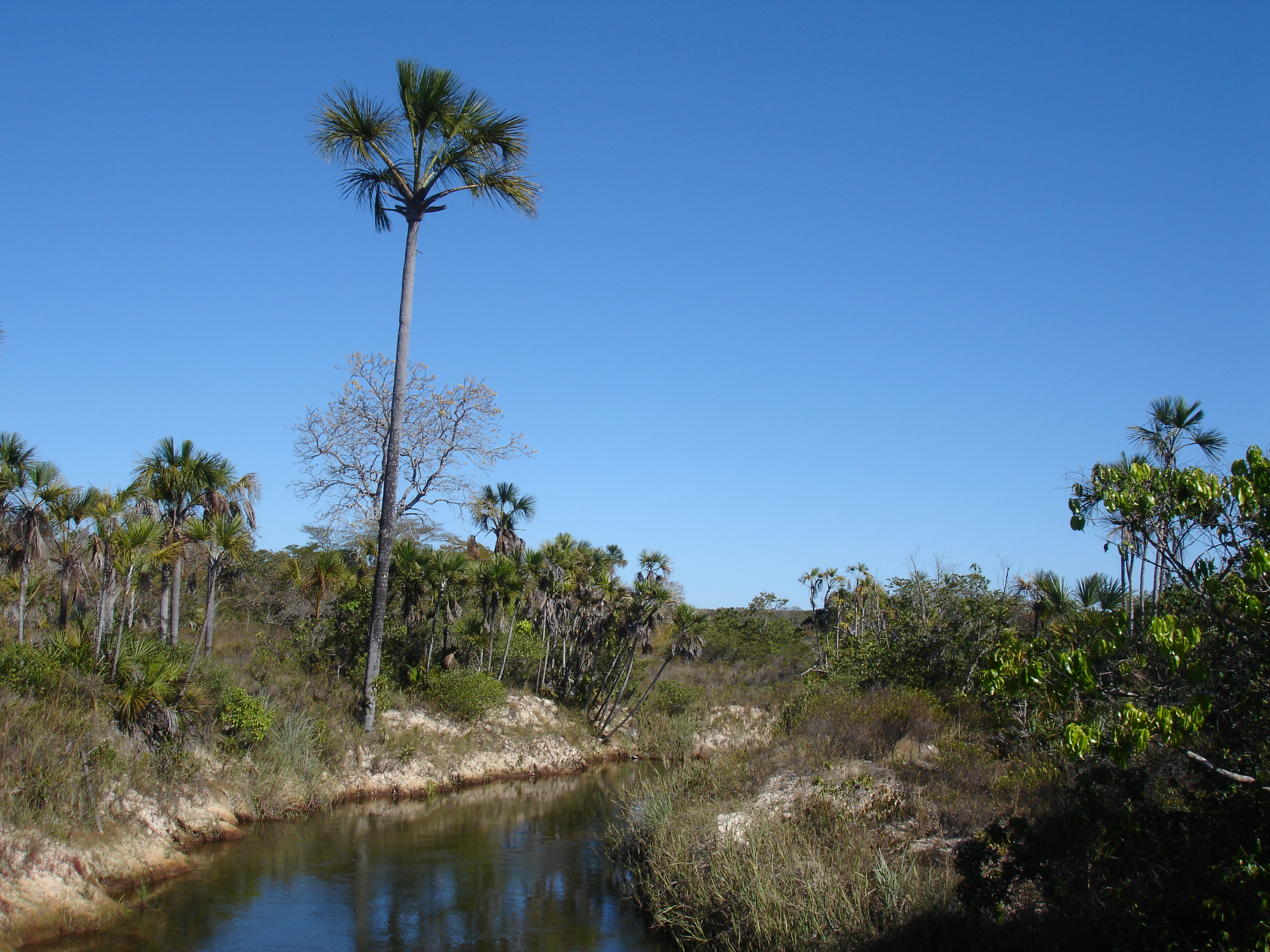

大塞爾唐韋雷達斯國家公園（葡萄牙語：Parque Nacional Grande Sertão Veredas），是巴西的國家公園，位於該國東部米納斯吉拉斯州和巴伊亞州，成立於1989年4月12日，佔地23.1萬公頃，覆蓋福莫蘇。